# Kloster St. Katharina (Prag)

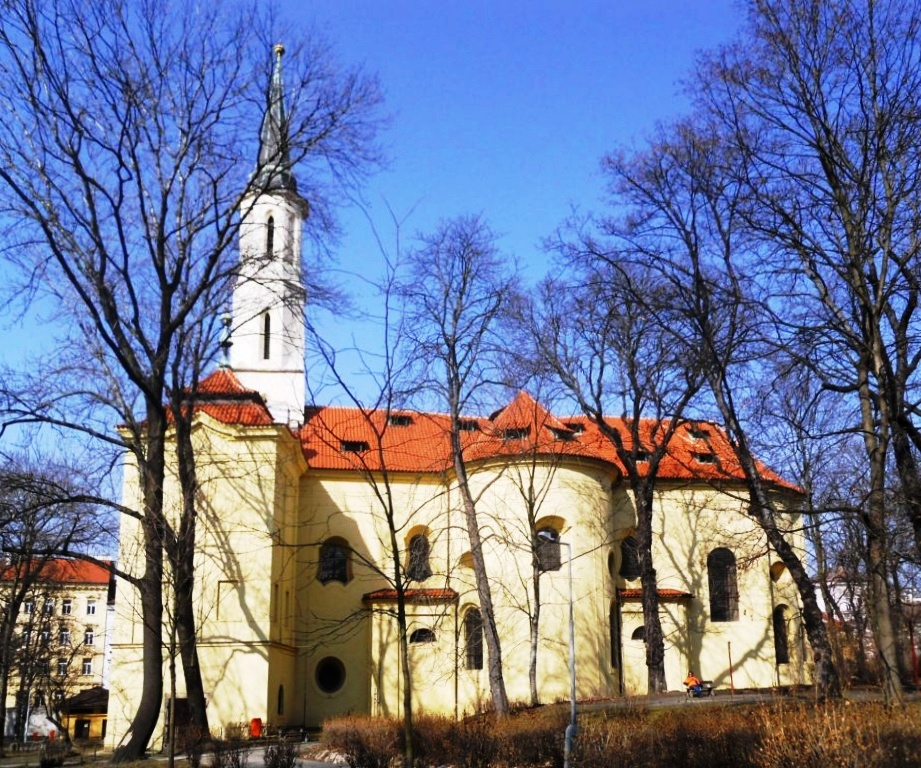
Kloster St. Katharina

Das Augustiner-Eremitinnenkloster St. Katharina, tschechisch Klášter sv. Kateřiny, ist ein ehemaliges Kloster in Prag, Tschechien. Es wurde 1355 gestiftet und 1783 aufgehoben.

## Geschichte

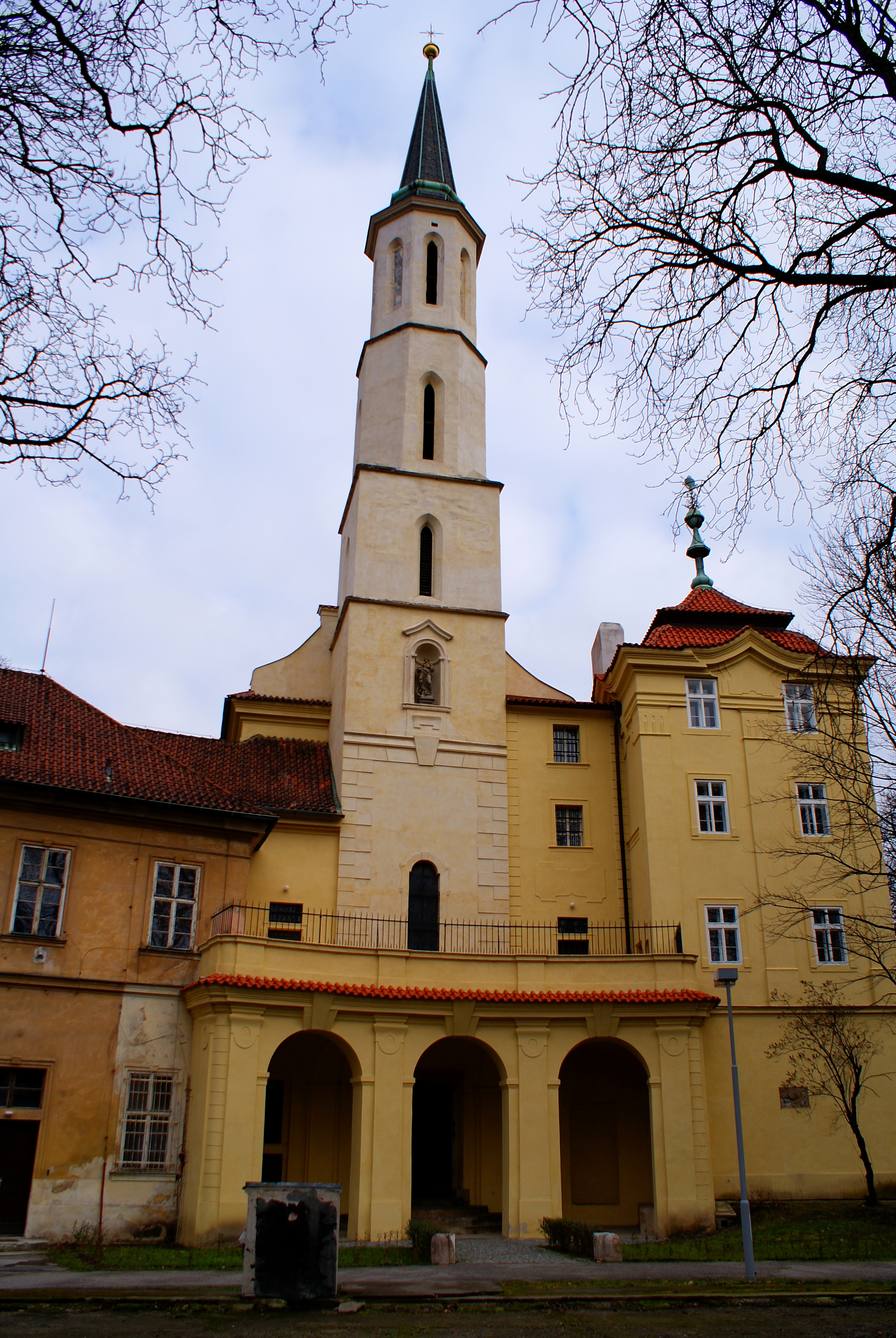
Der Turm der Katharinenkirche

Aus Dankbarkeit für seinen ersten, am 25. November 1332, dem Gedenktag der Heiligen Katharina von Alexandrien, bei der Burg San Felice sul Panaro in Italien errungenen Sieg stiftete Kaiser Karl IV. dem Bettelorden der Augustiner-Eremitinnen im Jahre 1355 ein Kloster auf dem Gebiet der neu angelegten Prager Neustadt. 
Die Klosterkirche wurde am 29. November 1367 geweiht. Ihr schlanker gotischer Turm ist der seit 1420 einzig verbliebene Rest dieser Kirche. Am 25. Mai 1420 überfiel eine Gruppe von Taboriten, einem radikalen und besonders militanten Flügel der Hussiten, das Kloster, vertrieb die Augustinerinnen und zerstörte die Kirche und die Klausurgebäude. Bei dem Versuch, auch den hohen Turm einzureißen, wurde ein Teil der Angreifer durch herabstürzende Mauerlasten getötet, und der 51,3 m hohe Turm, dessen obere Geschosse die Form eines Oktogons haben, blieb erhalten. Er wird bisweilen scherzhaft als „Prager Minarett“ bezeichnet.
Erst rund 100 Jahre nach dem Überfall durch die Hussiten, in der Zeit von 1518 bis 1522, wurden die Kirche und die Konventgebäude wieder aufgebaut. Im Jahre 1565 übernahmen Augustinermönche Kloster und Kirche und lösten die Augustinerinnen ab.
Von 1718 bis 1730 wurden die ehedem gotischen Klostergebäude nach Plänen von Franz Maximilian Kaňka im Stil des Barock umgebaut. Danach wurde in den Jahren 1737 bis 1741 auch die Katharinenkirche nach Plänen von Kaňka und Kilian Ignaz Dientzenhofer umgebaut; dabei wurde sie mit Fresken von Wenzel Lorenz Reiner aus dem Leben der Titelheiligen ausgeschmückt, die sich hervorragend erhalten haben. Sehenswert sind auch die Gruppengrabsteine der Kinder von Jan I. von Lobkowicz sowie die Grabsteine von Theobald František von Dewaldt und von – höchstwahrscheinlich – Zikmund Fellner von Feldegg.

## Spätere Nutzung
Im Zuge der Josephinischen Reformen wurde das Kloster aufgehoben und ab 1787 als militärische Ausbildungsanstalt genutzt. Ab 1822 beherbergte es eine Irrenanstalt, 1837 bis 1851 unter Leitung des Psychiaters Josef Gottfried von Riedel. Nach Ende des Zweiten Weltkriegs im Mai 1945 benutzte die Neurologische Klinik der 1. Medizinischen Fakultät der Karls-Universität das Gebäude, das in dieser Zeit erneut restauriert wurde. 
Die Kirche diente nach 1950 dem Nationalmuseum (Prag) als Depot und Lapidarium, in dem mächtige Steinfiguren der Karlsbrücke, Originale und Abgüsse aufbewahrt wurden, darunter auch das Reiterstandbild des Hl. Wenzel von Johann Georg Bendl, das bis 1913 am Wenzelsplatz stand.
In der Gegenwart zu Beginn des 21. Jahrhunderts wird die Klosterkirche saniert und steht den Kreuzherren mit dem Roten Stern zur Verfügung.